# کارل رابینسون (مربی فوتبال)
کارل رابینسون (انگلیسی: Karl Robinson؛ زادهٔ ۱۳ سپتامبر ۱۹۸۰) بازیکن فوتبال اهل بریتانیا است.
از باشگاه‌هایی که در آن بازی کرده‌است می‌توان به باشگاه فوتبال آلسیجر تاون، باشگاه فوتبال سنت هلنز تاون، باشگاه فوتبال وارینگتون تاون، باشگاه فوتبال مارین، باشگاه فوتبال بامبر بریج، باشگاه فوتبال اورتون، و باشگاه فوتبال پرسکوت کابلس اشاره کرد.